# Numantia

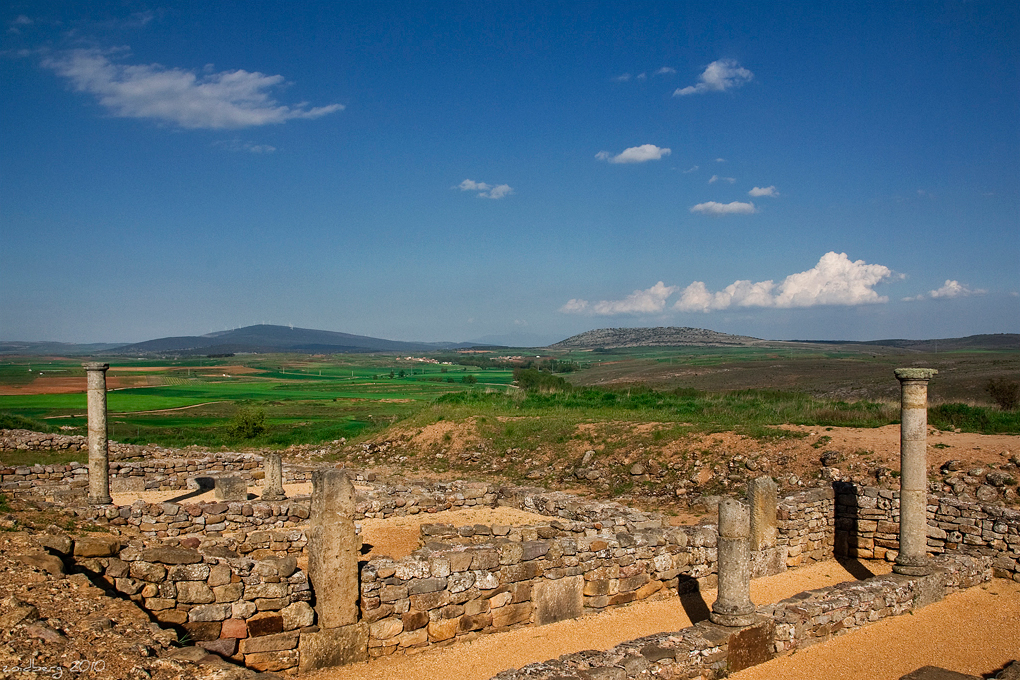
Blick auf die archäologischen Ausgrabungen von Numantia

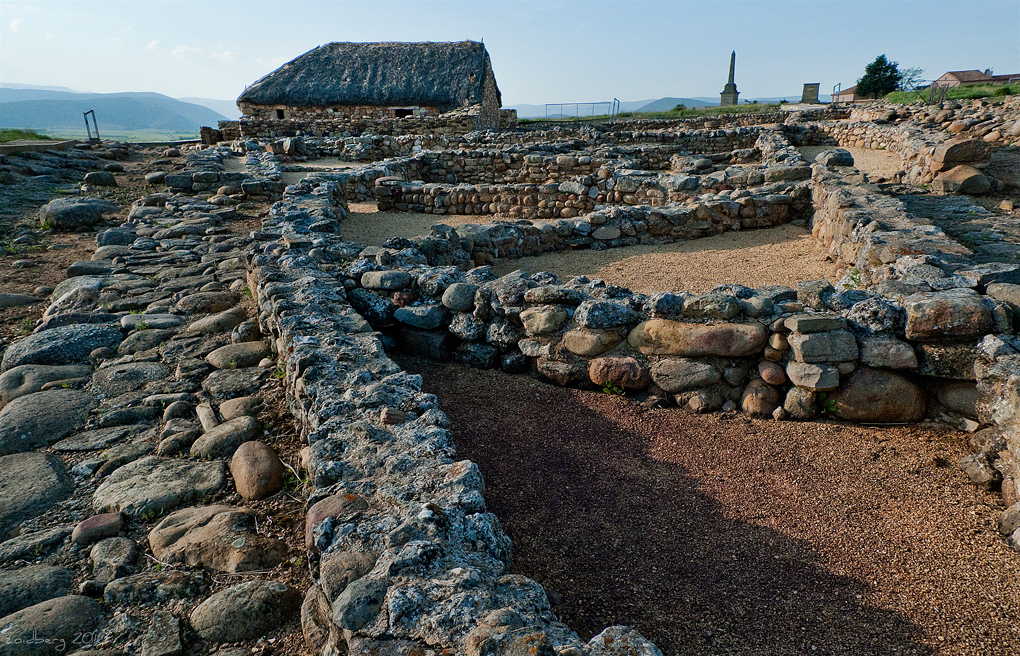
Ruinen von Numantia

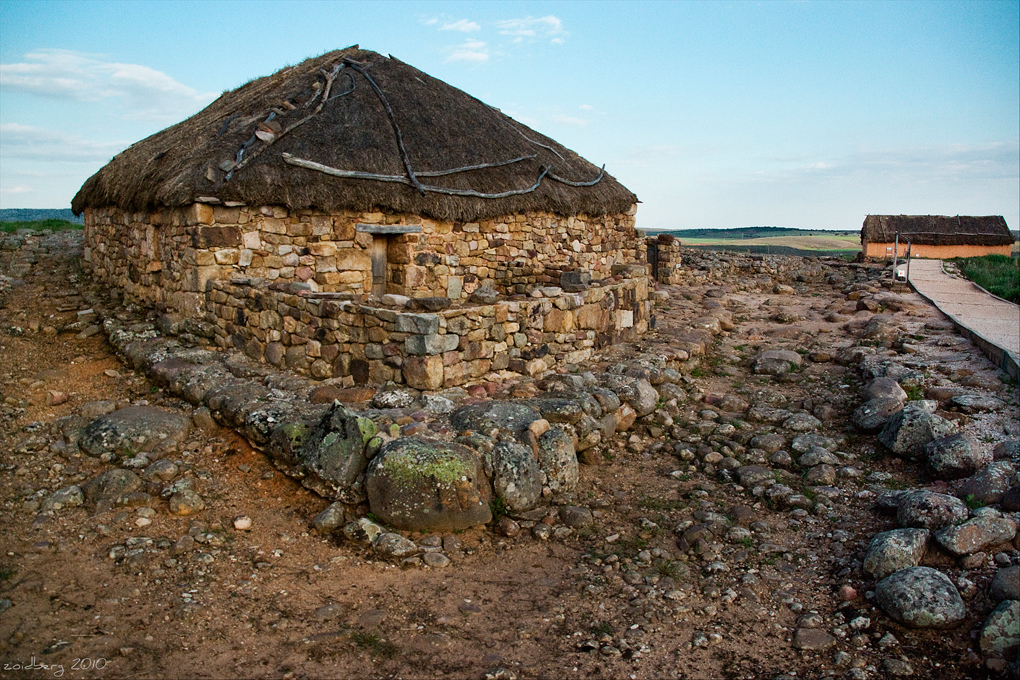
Rekonstruktionen einfacher Häuser aus Stein, Lehm und Stroh- bzw. Schilfdächern

Numantia (spanisch Numancia) war die Hauptstadt der Keltiberer, speziell der Arevaker, im Norden der Iberischen Halbinsel.

## Lage
Die Ausgrabungsstätte Numantia liegt im Norden der heutigen spanischen Provinz Soria in der Nähe der heutigen Ortschaft Garray auf der ca. 1100 m hohen Erhebung Muela de Garray oberhalb des Flusses Duero etwa 12 km nordöstlich der heutigen Stadt Soria und ca. 160 km westlich von Saragossa.

## Geschichte
Numantia war in der Antike ein keltisches Oppidum, das seit der Bronzezeit besiedelt war. Während der Iberischen Kriege (154–133 v. Chr.) zwischen Rom und den Keltiberern, die von Viriatus angeführt wurden, war die Stadt ein stark befestigtes Widerstandszentrum. Der erste römische Angriff von 153 v. Chr. scheiterte daran, dass die eingesetzten Elefanten das eigene Lager niedertrampelten, nachdem sie von den Keltiberern mit Steinen beworfen worden waren. Im Jahr 141 v. Chr. versuchten die Römer unter Quintus Pompeius erneut ohne Erfolg, die Stadt einzunehmen. Acht Jahre später wurde Numantia vom jüngeren Scipio (Aemilianus), dem Enkel des Siegers von Zama, belagert und schließlich für Rom erobert, nachdem in der eingeschlossenen Stadt eine Hungersnot ausgebrochen war. Die Eroberung der Stadt bedeutete das Ende der Iberischen Kriege, in deren Verlauf viele römische Soldaten ihr Leben verloren hatten. Bei der Eroberung der Stadt soll es zu einem Massenselbstmord der verbliebenen Einwohner gekommen sein, um der römischen Sklaverei zu entgehen.
Numantia wurde von Kaiser Augustus (reg. 31 v. Chr. bis 14 n. Chr.) neugegründet und lebte als nicht unbedeutende Römerstadt auch in der Spätantike weiter; die Stadt war mit Calagurris Iulia (Calahorra) über eine viel genutzte Straße verbunden.

## Neuzeit
Die wichtigsten Ausgrabungen in Numantia fanden in den Jahren 1905 bis 1912 unter der Leitung des deutschen Archäologen Adolf Schulten statt. Einige Häuser wurden inzwischen rekonstruiert, so dass die Fundstätte auch ein touristisches Ziel ist.

## Literarische Rezeption
Der spanische Schriftsteller Miguel de Cervantes schrieb eine Verstragödie in vier Akten über das Ende der Stadt: El cerco de Numancia, Verstragödie in vier Akten, Madrid 1784 (dt. Numantia, Erstübersetzung 1810 von Friedrich de la Motte Fouqué). Das Stück wurde sein bis heute bekanntestes dramatisches Werk. In neuerer Zeit tat sich der mexikanische Schriftsteller Carlos Fuentes mit der Kurzgeschichte Las dos Numancias (1992, dt. Die zwei Numantias) hervor.

## Weblinks

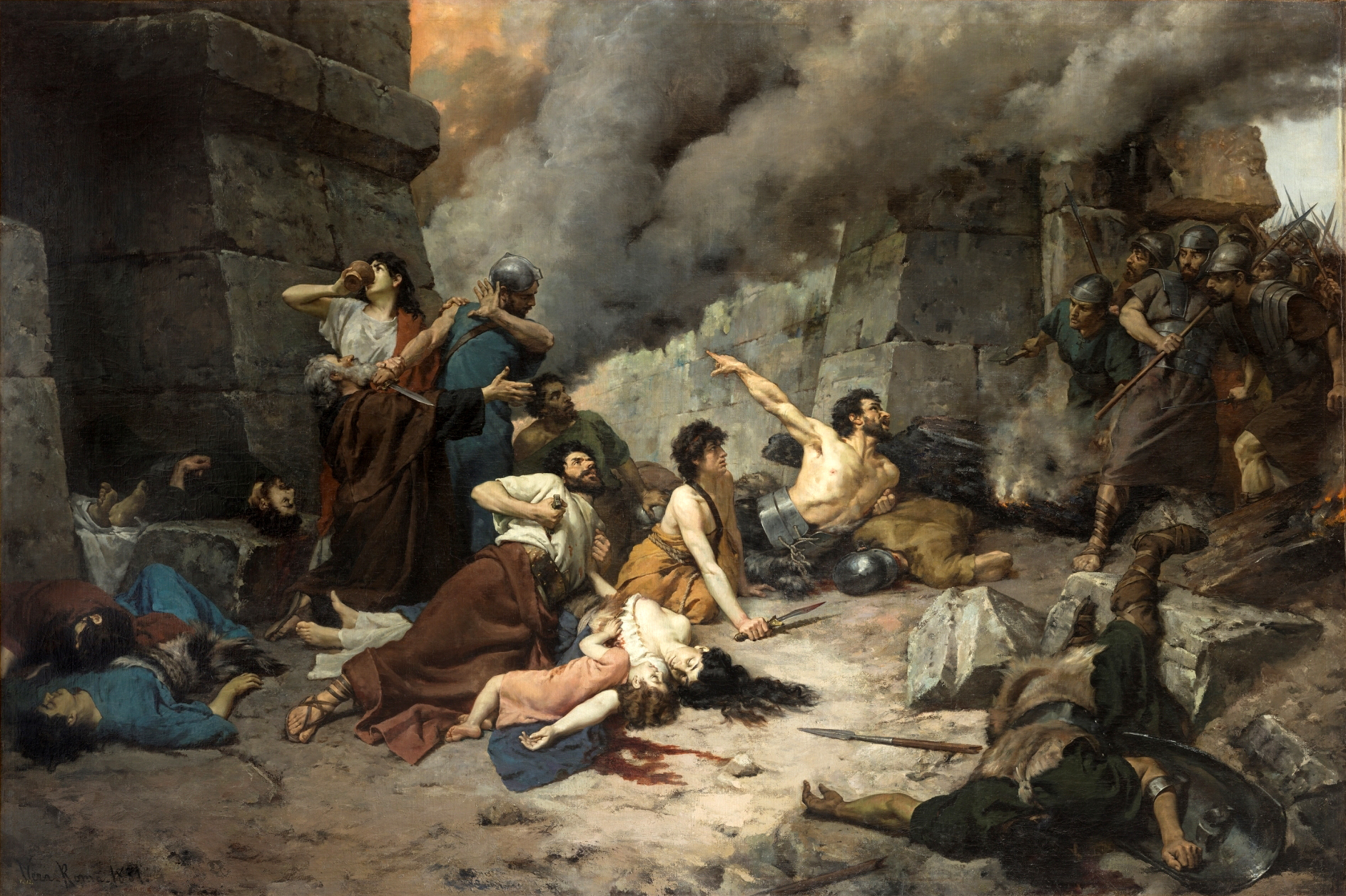
Massenselbstmord der Bevölkerung von Numantia bei der Eroberung der Stadt. Gemälde von Alejo Vera, 1881